# Podberescy herbu Gozdawa

herb Podbereski

Podberescy – polski ród szlachecki pieczętujący się herbem Gozdawa. Swego czasu jego niektórzy przedstawiciele utrzymywali, iż są jedną z gałęzi książąt Druckich – procesowali się nawet z tymi ostatnimi o udział w zamku Druck. Badania naukowe Józefa Wolffa wykazały jednak, że Podberescy są potomkami rodu Pstruch vel Pstrucki, zaś pochodzenie kniaziowskie wprawdzie istniało, ale "po kądzieli" i to nie od Druckich, ale od kniaziów Jamontowiczów. Zdaje się, że mimo tego jedna z gałęzi Podbereskich uzyskała w XIX w. potwierdzenie tytułu książęcego na zasadzie mylnej tradycji pochodzenia kniaziowskiego, przybrała również w sposób nieuprawniony nazwisko Drucki-Podbereski.